# Fundación Getulio Vargas
La Fundación Getulio Vargas (en portugués: Fundação Getúlio Vargas) fue fundada en 1944 con el objetivo inicial de preparar personal calificado para la administración pública y privada para el Brasil. 
Pionera en varios campos educativos principalmente en Administración y Ciencias Políticas, es reconocida por sus programas de graduación, masterado, doctorado y trabajos de campo, así como también en la aplicación de actualidad e innovación.
Desde su fundación se fue extendiendo y ampliando en las varias áreas temáticas: Administración, Derecho, Economía, Historia, Ciencias Sociales y Matemática Aplicada. También lo ha hecho geográficamente Río de Janeiro, São Paulo Brasilia, entre otros. Y ha realizado convenios con las principales universidades del mundo: Pontificia Universidad Católica de Chile, Harvard Law School, Universidad Paris-Dauphine, Universidad Estatal de San Petersburgo, Johannes Gutenberg-Universität Maguncia, Universidad de Macquarie, Universidad de Belgrano.

## Unidades/Escuelas
Está conformado por 4 Unidades y 7 Escuelas, que funcionan como canales de producción académica y literaria, investigaciones aplicadas, consultorías y cursos de perfeccionamiento. 
Las unidades y escuelas se orientan en las áreas de Administración, Derecho, Economía, Historia, Ciencias Sociales y Matemática Aplicada: 
- CPDOC - Centro de Investigación y Documentación de Historia Contemporánea de Brasil
- Direito GV - Escuela de Derecho de São Paulo
- Direito Rio - Escuela de Derecho de Río de Janeiro
- EAESP - Escuela de Administración de Empresas de São Paulo
- EBAPE - Escuela Brasilera de Administración Pública y de Empresas
- Editorial FGV
- EESP - Escuela de Economía de São Paulo
- EPGE - Escuela de Post-Grado en Economía
- EMAp - Escuela de Matemática Aplicada
- IBRE - Instituto Brasilero de Economía
- CPS - Centro de Políticas Sociales
- IDE - Instituto de Desarrollo Educacional
- Departamento de Proyectos